# مؤسسه فناوری استیونز
مؤسسه فناوری استیونز (به انگلیسی: Stevens Institute of Technology) یک دانشگاه تحقیقاتی خصوصی در هابوکن واقع در ایالت نیوجرزی آمریکا است که در سال ۱۸۷۰ میلادی بنیان‌گذاری شده‌است.

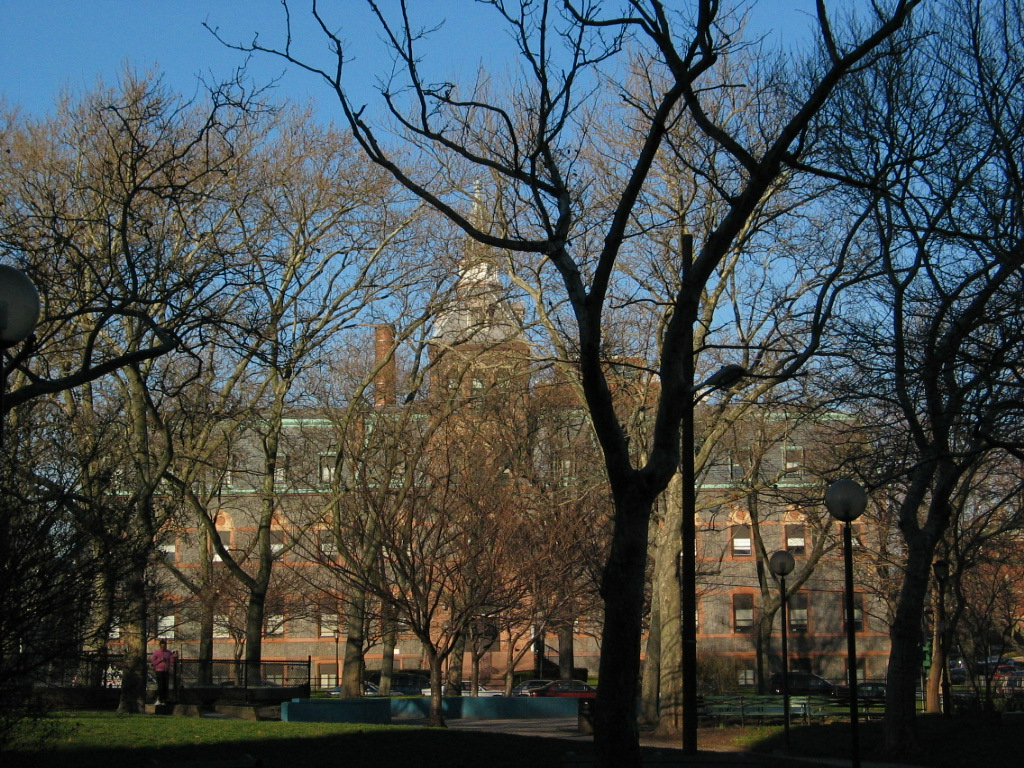
نمایی از ساختمان موسسه